# مارتن رولاندز
مارتن رولاندز (بالإنجليزية: Martin Rowlands)‏ (8 فبراير 1979 بهامرسميث في المملكة المتحدة - ) هو لاعب كرة قدم أيرلندي في مركز الوسط. شارك مع منتخب جمهورية أيرلندا تحت 21 سنة لكرة القدم ومنتخب جمهورية أيرلندا لكرة القدم. أما مع النوادي، فقد لعب مع كولتشستر يونايتد وكوينز بارك رينجرز ونادي برينتفورد ونادي فارنبوروه ونادي ميلوول ونادي ليتون أورينت ونادي ألدرشوت تاون وويكمب وندررز.

## مسيرته الكروية
لعب مارتن رولاندز خلال مسيرته الاحترافية مع 8 أندية في عشرون موسمًا وسجل خلالها 68 هدفًا ضمن 475 مباراة. ولم يفز بأي موسم بالكأس أو بالدوري.
خاض مارتن رولاندز مسيرته مع نادي فارنبوروه في موسم 1996–97 ولمدة موسمين، مشاركًا في 39 مباراة سجل خلالها 7 أهداف. ثم انتقل إلى نادي برينتفورد في موسم 1998–99 ليلعب معه خمسة مواسم، حيث شارك في 149 مباراة سجل خلالها 20 هدف. لينتقل بعدها إلى نادي كوينز بارك رينجرز في موسم 2003–04 ليلعب معه ثمانية مواسم، مشاركًا في 198 مباراة سجل خلالها 33 هدفًا. ثم انتقل إلى نادي ميلوول في موسم 2010–11 لمدة موسم واحد، مشاركًا في مباراة ولم يسجل أي هدف. هذا وانتقل لاحقًا إلى نادي كولتشستر يونايتد في موسم 2011–12 لمدة موسم واحد، مشاركًا في 9 مباريات سجل خلالها هدفين. ثم انتقل بعدها إلى نادي ليتون أورينت في موسم 2012–13 لمدة موسم واحد، مشاركًا في 33 مباراة سجل خلالها 4 أهداف. ليعود وينتقل من جديد، لكن هذه المرة إلى نادي ألدرشوت تاون في موسم 2013–14 لمدة موسم واحد، مشاركًا في 36 مباراة سجل خلالها هدفين.

## وصلات خارجية
- مارتن رولاندز على موقع قاعدة بيانات كرة القدم.إي يو (الإنجليزية)
- مارتن رولاندز على موقع ناشيونال فوتبول تيمز (الإنجليزية)
- مارتن رولاندز على موقع Soccerbase.com (لاعب) (الإنجليزية)
- مارتن رولاندز على موقع Soccerway.com (الإنجليزية)